# Lepadella intermedia
Lepadella intermedia är en hjuldjursart som beskrevs av Dartnall och Hollowday 1985. Lepadella intermedia ingår i släktet Lepadella och familjen Lepadellidae. Inga underarter finns listade i Catalogue of Life.